# تاکهیسا ساکاموتو
تاکهیسا ساکاموتو (انگلیسی: Takehisa Sakamoto؛ زادهٔ ۲۶ اوت ۱۹۷۱) بازیکن فوتبال اهل ژاپن است.